# Walter Uhlmann
Walter Uhlmann (* 14. Juni 1904 in Leipzig; † 11. Juni 1991 in Frankfurt am Main) war ein deutscher Politiker und Gewerkschafter. Er war aktiv im Widerstand gegen den Nationalsozialismus.

## Leben
Nach der Schule durchlief er eine Feinmechanikerlehre. Als Fünfzehnjähriger wurde er 1919 Mitglied der Freien Sozialistischen Jugend, ein Jahr später des DMV und 1923 des KJVD. Bald wurde er Mitglied der Bezirksleitung für Westsachsen, ging dann als politischer Bezirksleiter ins Rheinland. 1928 kehrte er nach Leipzig zurück, wo er Ende des Jahres als Brandlerianer ausgeschlossen wurde. Er trat der Kommunistischen Partei-Opposition bei, übersiedelte nach Berlin, wo er politischer Leiter der KJ-Opposition wurde, deren Organ, Junge Kämpfer er herausgab.

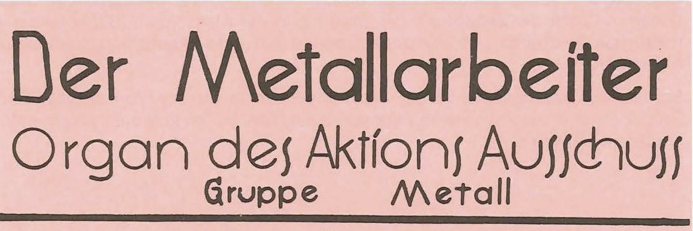
Die illegale Zeitung „Der Metallarbeiter“

Nach der Machtergreifung der Nationalsozialisten begann er die illegale Widerstandsarbeit und organisierte ein Netzwerk linker Metallarbeiter in mehreren Berliner Betrieben. Das konnte nur eine Kaderorganisation sein, die Metaller aller Arbeiterparteien zusammenfasste. Es wurde der Aktions-Ausschuß der „Gruppe Metall“ gegründet, zu dem Willi Bölke gehörte, der seine Wohnung in Berlin-Wedding als Treffpunkt und für die Herstellung von illegalem Schriftenmaterial zur Verfügung stellte. In der illegalen Zeitschrift Der Metallarbeiter wurde die Position dieser illegalen Gewerkschafter so formuliert: Die dringlichsten Verpflichtungen sind:
- kein freiwilliger Übertritt zur nationalsozialistischen Deutschen Arbeitsfront (DAF).
- Zusammenschluss von Kollegen, um den Grundstock zur Bildung unabhängiger Klassengewerkschaften zu legen. Das konnten keine Massenorganisationen sein, sondern kleine Kadergruppen.
- keine Teilnahme an DAF-Veranstaltungen.
- keine Übernahme von Funktionen in der DAF.

Walter Uhlmann kritisierte, dass die Führung der freien Gewerkschaften kapituliert hatte, in der Hoffnung, mit ihren Organisationen überleben zu können. Nach ihrem Aufruf zur Teilnahme an den Nazifeiern am 1. Mai 1933 zerstörten die Nationalsozialisten diese Illusion am frühen Morgen des 2. Mai 1933 durch Besetzung aller Gewerkschaftsbüros und Verhaftung der meisten Funktionäre. Die KPD lebte in einer anderen Illusion. Sie forderte ihre Mitglieder auf, in der DAF mitzuarbeiten, sich auch um Funktionen zu bewerben, um dann betriebliche Kämpfe führen zu können. Uhlmann warf der KPD vor, dass sie noch immer nicht den brutal diktatorischen Charakter aller Institutionen begriffen hatte.
Für die Arbeit an der illegalen Zusammenfassung von Gewerkschaftern musste Uhlmann jahrelang illegal leben. Von 1934 bis 1937 war er Mitglied des Berliner Komitees der KPD-O, die die Arbeit im ganzen Reichsgebiet organisierte. Im Februar 1937 wurde diese Reichsleitung verhaftet. Am 24. November 1937 wurde er vom Reichsgericht zu 8 Jahren Zuchthaus und 8 Jahren Ehrverlust verurteilt, die er im Zuchthaus Brandenburg-Görden verbüßte. In dem Prozess, in dem auch die acht anderen Reichsleitungsmitglieder zu insgesamt 54,5 Jahren Zuchthaus und vielen Jahren Ehrverlust verurteilt wurden, bekannte er sich in seiner letzten Rede zum Kommunismus.
Im Zuchthaus Brandenburg war er zeitweise mit Außenarbeiten beschäftigt und konnte daher seine Genossen mit politischen Informationen versorgen. Nach der Befreiung lebte er in Ostberlin und arbeitete bei der BVG. Er wurde Mitglied der SED. 1950, im Zusammenhang mit der Verschleppung und Verhaftung seines Schwagers Kurt Müller (2. Vorsitzender der KPD in der Bundesrepublik Deutschland), wurde er intensiven Verhören seitens der Zentralen Parteikontrollkommission unterworfen. 1953 flüchtete er aus der DDR. Zuerst arbeitete er in einer Metallfabrik in Konstanz. 1955 wurde er Redakteur des Funktionärorgans der IG Metall. Er trat 1969 der SPD bei. 1969 pensioniert, lebte er in Frankfurt am Main, wo er am 11. Juni 1991 starb.

## Schriften (Auswahl)
- Metallarbeiter im antifaschistischen Widerstand. Informationszentrum Berlin; Gedenk- und Bildungsstätte Stauffenbergstrasse, Berlin 1982 (Reihe: Beiträge zum Thema Widerstand, Heft 21), als PDF-Datei auf der Webseite der Gedenkstätte Deutscher Widerstand.
- Sterben um zu leben. Politische Gefangene im Zuchthaus Brandenburg-Göhrden 1933–1945. Büchergilde Gutenberg, Frankfurt am Main 1983.
- Gewerkschaftliche Widerstandsgruppen in der Nazizeit. In: Gewerkschafter. 1966, 5, (S. 175–178).